# Alessandro nelle Indie
Alessandro nelle Indie és una òpera en tres actes composta per Giuseppe Scolari sobre un llibret italià de Pietro Metastasio. S'estrenà al Teatre de la Santa Creu de Barcelona el 1750.	
Alessandro nelle Indie és una de tantes versions musicals fetes sobre aquest text de Metastasio, i precisament un dels que més vegades fou musicat d'entre els seus. Aquesta òpera fou un dels punts culminants de la seva carrera a Catalunya i l'espectacle més grandiós fins ara presentat per la companyia italiana al Teatre de la Santa Creu, en conjunció amb els desigs de magnificència i emulació de la cort del capità general, marquès de la Mina.